# Hushi, Hubei
Hushi (kinesiska: 胡市, 胡市镇) är en köpinghuvudort i Kina. Den ligger i provinsen Hubei, i den centrala delen av landet, omkring 88 kilometer väster om provinshuvudstaden Wuhan. Antalet invånare är 30 211. Befolkningen består av 13 953 kvinnor och 16 258 män. Barn under 15 år utgör 12,0 %, vuxna 15-64 år 77 %, och äldre över 65 år 10,0 %.
Runt Hushi är det tätbefolkat, med 659 invånare per kvadratkilometer. Närmaste större samhälle är Jiuzhen, 16,5 km väster om Hushi. Trakten runt Hushi består till största delen av jordbruksmark.
Genomsnittlig årsnederbörd är 1 371 millimeter. Den regnigaste månaden är juli, med i genomsnitt 192 mm nederbörd, och den torraste är december, med 18 mm nederbörd.